# Avenida Venezuela (Río de Janeiro)
La Avenida Venezuela es una avenida que cruza los barrios de Gamboa y Saúde, en la na Zona Central de la ciudad de Río de Janeiro, Brasil. Con casi un kilómetro de extensión, va desde la Plaza Muhammad Ali hasta la Plaza Mauá.
La avenida fue abierta a inicios del siglo XX en terrenos ganados al mar para dar lugar a la construcción del Puerto de Río de Janeiro. Fue remodelada en la década de 2010 en el contexto del Porto Maravilha, una operación urbana que buscó revitalizar la Zona Portuaria de Río de Janeiro. Su función era recoger todo el tráfico vehicular de la Vía Binaria del Puerto hasta la Avenida Rio Branco.
En los últimos años se levantaron en la avenida los edificios comerciales Vista Guanabara y la sede de L'Oréal Brasil. El 13 de marzo del 2015 se lanzó el proyecto "Lumina Rio", un emprendimiento residencial de alto nivel a construir se en la avenida pero, hasta el 2024, el mismo no ha sido construido.
La avenida posee tres carriles en sentido al Centro destinadas al tránsito de vehículos. En el cruce con la rúa Souza e Silva, los rieles del VLT Carioca cruzan la avenida..

## Puntos de interés
Los siguientes puntos de interés se ubican en la Avenida Venezuela:
- Museo de Arte de Río
- Superintendencia Regional de la Policía Federal
- Sede del Instituto Nacional de Tecnologia (INT)
- Superintendencia Regional del Instituto Estadual del Ambiente (INEA)
- Foro de la Sección Judicial de Río de Janeiro
- Hospital Maternidad Pro Matre
- Sede de L'Oréal Brasil
- Plaza Jornal do Comércio
- Vista Guanabara
- Barracón de la Estácio de Sá
- Complejo de edificios donde funcionó el Molino Fluminense